# Axinidris murielae
Axinidris murielae é uma espécie de inseto do gênero Axinidris, pertencente à família Formicidae.